# Mont-Saint-Léger
Pour les articles homonymes, voir Mont et Saint-Léger.
Mont-Saint-Léger est une commune française située dans le département de la Haute-Saône, la région culturelle et historique de Franche-Comté et la région administrative Bourgogne-Franche-Comté.

## Toponymie
Ce village, doit son nom à une chapelle, disparue, consacrée à Saint-Léger.
Les habitants sont appelés Montois et Montoises.

## Géographie
La commune se situe en bordure de la route départementale 70, qui relie Combeaufontaine à Gray.

### Hydrographie
La rivière Gourgeonne borde le territoire à l'ouest. 

### Climat
Pour des articles plus généraux, voir Climat de la Bourgogne-Franche-Comté et Climat de la Haute-Saône.
En 2010, le climat de la commune est de type climat des marges montargnardes, selon une étude du Centre national de la recherche scientifique s'appuyant sur une série de données couvrant la période 1971-2000. En 2020, Météo-France publie une typologie des climats de la France métropolitaine dans laquelle la commune est dans une zone de transition entre le climat océanique altéré et le climat océanique altéré et est dans la région climatique  Lorraine, plateau de Langres, Morvan, caractérisée par un hiver rude (1,5 °C), des vents modérés et des brouillards fréquents en automne et hiver. 
Pour la période 1971-2000, la température annuelle moyenne est de 10,3 °C, avec une amplitude thermique annuelle de 17,5 °C. Le cumul annuel moyen de précipitations est de 943 mm, avec 12,4 jours de précipitations en janvier et 9,1 jours en juillet. Pour la période 1991-2020, la température moyenne annuelle observée sur la station météorologique de Météo-France la plus proche, « Combeaufontaine », sur la commune de Combeaufontaine à 12 km à vol d'oiseau, est de 10,7 °C et le cumul annuel moyen de précipitations est de 1 044,0 mm. 
La température maximale relevée sur cette station est de 41 °C, atteinte le 25 juillet 2019 ; la température minimale est de −26 °C, atteinte le 6 janvier 1985,,. 
Les paramètres climatiques de la commune ont été estimés pour le milieu du siècle (2041-2070) selon différents scénarios d'émission de gaz à effet de serre à partir des nouvelles projections climatiques de référence DRIAS-2020. Ils sont consultables sur un site dédié publié par Météo-France en novembre 2022.

## Urbanisme

### Typologie
Au 1er janvier 2024, Mont-Saint-Léger est catégorisée commune rurale à habitat dispersé, selon la nouvelle grille communale de densité à sept niveaux définie par l'Insee en 2022.
Elle est située hors unité urbaine. Par ailleurs la commune fait partie de l'aire d'attraction de Gray, dont elle est une commune de la couronne,. Cette aire, qui regroupe 63 communes, est catégorisée dans les aires de moins de 50 000 habitants,.

### Occupation des sols
L'occupation des sols de la commune, telle qu'elle ressort de la base de données européenne d’occupation biophysique des sols Corine Land Cover (CLC), est marquée par l'importance des territoires agricoles (71,6 % en 2018), une proportion sensiblement équivalente à celle de 1990 (71 %). La répartition détaillée en 2018 est la suivante : 
terres arables (60,1 %), forêts (25,4 %), prairies (11,5 %), zones urbanisées (3 %). L'évolution de l’occupation des sols de la commune et de ses infrastructures peut être observée sur les différentes représentations cartographiques du territoire : la carte de Cassini (XVIIIe siècle), la carte d'état-major (1820-1866) et les cartes ou photos aériennes de l'IGN pour la période actuelle (1950 à aujourd'hui).

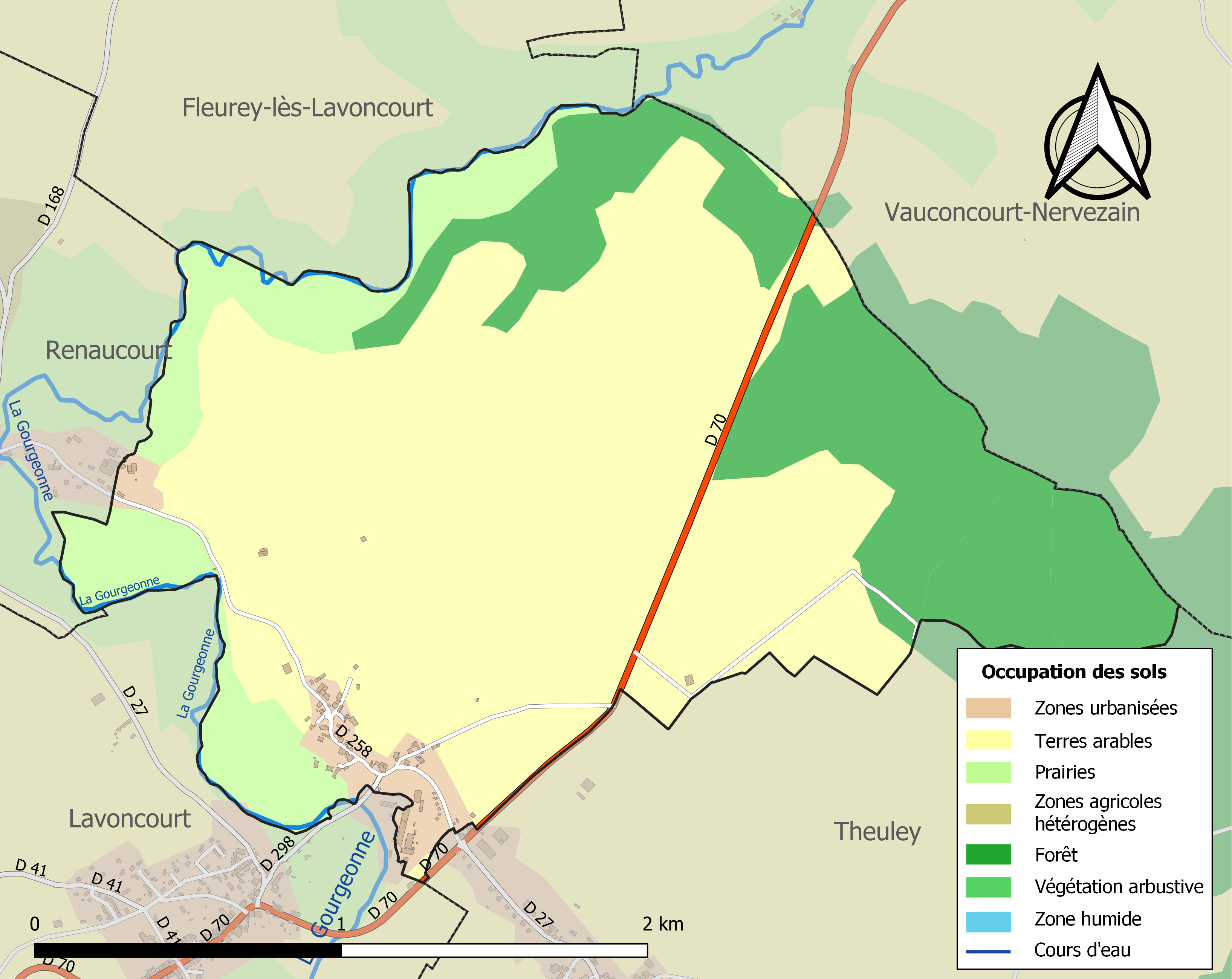
Carte des infrastructures et de l'occupation des sols de la commune en 2018 (CLC).

## Politique et administration

### Rattachements administratifs et électoraux
La commune fait partie de l'arrondissement de Vesoul. Pour l'élection des députés, elle dépend de la première circonscription de la Haute-Saône.
Elle fait partie depuis 1801 du canton de Dampierre-sur-Salon.

### Intercommunalité
La commune fait partie de la communauté de communes des quatre rivières.

### Liste des maires
| Période                                  | Période   | Identité             | Étiquette | Qualité                                    |
| ---------------------------------------- | --------- | -------------------- | --------- | ------------------------------------------ |
| Les données manquantes sont à compléter. |           |                      |           |                                            |
| mars 1995                                | mars 2008 | Jean-Marie Estienney |           |                                            |
| mars 2008                                | en cours  | Joël Garnéry         |           | Agriculteur Réélu pour le mandat 2014-2020 |

## Démographie
L'évolution du nombre d'habitants est connue à travers les recensements de la population effectués dans la commune depuis 1793. Pour les communes de moins de 10 000 habitants, une enquête de recensement portant sur toute la population est réalisée tous les cinq ans, les populations de référence des années intermédiaires étant quant à elles estimées par interpolation ou extrapolation. Pour la commune, le premier recensement exhaustif entrant dans le cadre du nouveau dispositif a été réalisé en 2006.

En 2022, la commune comptait 48 habitants, en évolution de −9,43 % par rapport à 2016 (Haute-Saône : −1,4 %, France hors Mayotte : +2,11 %).
| 1793 | 1800 | 1806 | 1821 | 1831 | 1836 | 1841 | 1846 | 1851 |
| ---- | ---- | ---- | ---- | ---- | ---- | ---- | ---- | ---- |
| 120  | 213  | 204  | 200  | 200  | 174  | 161  | 178  | 174  |

| 1856 | 1861 | 1866 | 1872 | 1876 | 1881 | 1886 | 1891 | 1896 |
| ---- | ---- | ---- | ---- | ---- | ---- | ---- | ---- | ---- |
| 147  | 117  | 110  | 109  | 106  | 99   | 110  | 111  | 104  |

| 1901 | 1906 | 1911 | 1921 | 1926 | 1931 | 1936 | 1946 | 1954 |
| ---- | ---- | ---- | ---- | ---- | ---- | ---- | ---- | ---- |
| 100  | 86   | 102  | 80   | 74   | 76   | 71   | 65   | 85   |

| 1962 | 1968 | 1975 | 1982 | 1990 | 1999 | 2006 | 2011 | 2016 |
| ---- | ---- | ---- | ---- | ---- | ---- | ---- | ---- | ---- |
| 100  | 120  | 94   | 94   | 73   | 65   | 67   | 63   | 53   |

| 2021 | 2022 | - | - | - | - | - | - | - |
| ---- | ---- | - | - | - | - | - | - | - |
| 48   | 48   | - | - | - | - | - | - | - |

## Culture locale et patrimoine

### Lieux et monuments
- Église avec retable.
- Lavoir.
- Château du XVIIIe siècle.
- Calvaires.

### Héraldique
|  | Les armes de la commune se blasonnent ainsi : Parti : au 1) d’argent à la croix ancrée de sable, au 2) de gueules aux trois merlettes d’argent ordonnées 2 et 1 en chef et aux deux merlettes du même en pointe. |